# Diana – Mit ihren eigenen Worten
Diana – Mit ihren eigenen Worten (Originaltitel: Diana: In Her Own Words) ist eine britische Dokumentation aus dem Jahr 2017.

## Inhalt
In den gezeigten Aufnahmen spricht Diana, Princess of Wales verschiedene persönliche Aspekte ihres Privatlebens an, einschließlich ihrer Ehe mit Prinz Charles.

## Produktion

### Hintergrund
Die Aufnahmen waren ursprünglich zwischen September 1992 und Dezember 1993 im Kensington Palace aufgezeichnet worden. Diana hatte den Schauspieler Peter Settelen als Sprachtrainer engagiert.

### Kontroverse
Ende Juli 2017 wurde bekannt, dass Channel 4 die Ausstrahlung einer Dokumentation plant, basierend auf einem Konvolut von schätzungsweise 20 Videobändern mit rund sieben Stunden Filmmaterial. Dianas Bruder Charles Spencer wollte die Ausstrahlung der Sendung verhindern, da sie auf Dianas Söhne Prinz William und Prinz Harry verstörend wirken könnte.

## Ausstrahlung
Die 83-minütige Dokumentation wurde zuerst am 6. August 2017 unter dem Titel Diana: In Her Own Words auf dem britischen Sender Channel 4 ausgestrahlt. In einer geschnittenen Fassung von 56 Minuten wurde sie am 26. August 2017 unter dem Titel Diana – Mit ihren eigenen Worten auf ORF 2 gezeigt.

## Rezeption
Die Dokumentation wurde von Kritikern gemischt aufgenommen, bescherte Channel 4 aber die beste Einschaltquote an einem Fernsehabend seit über einem Jahr. Durchschnittlich sahen die Sendung 3,5 Millionen Zuschauer.